# Antoon Houbrechts

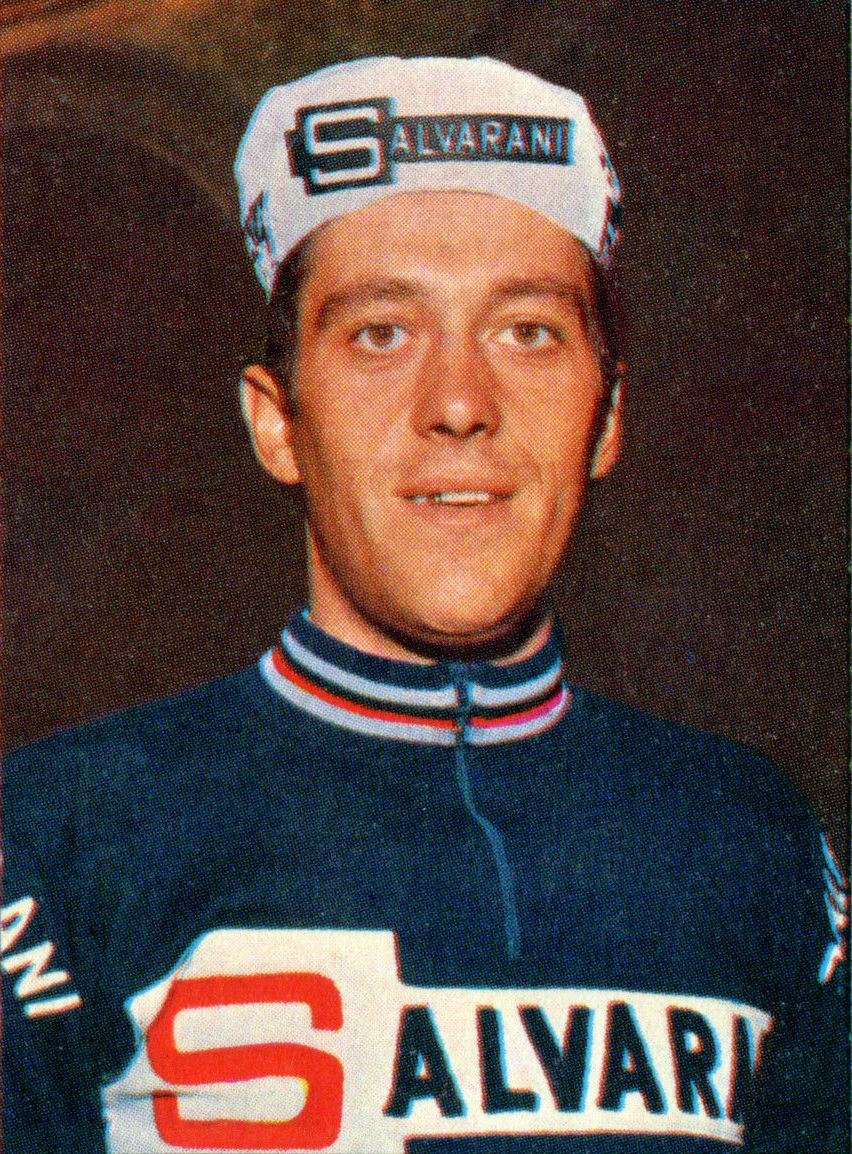
Antoon Houbrechts (1971)

Antoon „Tony“ Houbrechts (* 6. September 1943 in Tongern) ist ein ehemaliger belgischer Radrennfahrer.

## Sportliche Laufbahn
Als Amateur gewann er 1964 die belgische Limburg-Rundfahrt mit einem Etappensieg und die Eintagesrennen Namur–Clermont und Romsée–Stavelot–Romsée. 1965 siegte er im Circuit des régions flamandes und auf einer Etappe der Portugal-Rundfahrt. Houbrechts fuhr in der Saison 1965 als Unabhängiger, 1966 wurde er Berufsfahrer im Radsportteam Dr. Mann-Grundig. Er blieb bis 1981 als Radprofi aktiv. Die Portugal-Rundfahrt entschied er 1967 vor João Roque für sich. Er gewann dabei zwei Etappen. 1968 gewann er die Vuelta a Andalucía und den Circuit de la région linière. 1969 siegte er im Druivenkoers Overijse. 1970 gewann er das Etappenrennen Tirreno–Adriatico vor Italo Zilioli und holte einen Etappensieg in der Sardinien-Rundfahrt. 1971 war er im Giro dell’Umbria erfolgreich, 1972 im Nokere Koerse, in der Coppa Sabatini und auf einem Tagesabschnitt der Sardinien-Rundfahrt. Den Großen Preis der Dortmunder Unionbrauerei gewann er 1973. Seinen letzten Sieg als Profi holte er 1978 bei einem Rundstreckenrennen in Tienen.
Zweite Plätze holte Houbrechts 1966 im Einzelzeitfahren um den Großen Preis von Belgien, 1968 im Circuit d’Auvergne, 1969 in der Trophée des Grimpeurs, 1971 im Giro della Toscana hinter Giancarlo Polidori und im Grand Prix Pino Cerami, in der Sardinien-Rundfahrt 1972 hinter Marino Basso, im Giro dell’Umbria  und im Circuit des frontières 1976.
Die Tour de France fuhr er fünfmal. 1968 wurde er 16., 1970 8., 1972 13., 1973 16. und 1975 24. der Gesamtwertung.
Den Giro d’Italia  bestritt er achtmal. Er kam in allen Rundfahrten ins Ziel, seine beste Platzierung im Gesamtklassement war der 8. Platz 1971. In den Rennen der Monumente des Radsports war der 4. Platz in der Lombardei-Rundfahrt 1971 sein bestes Resultat.